# Kelokédara
Kelokédara (grec moderne : Κελοκέδαρα) est un village de Chypre de plus de 193 habitants.